# Hanwag
Hanwag ist ein 1921 von Hans Wagner gegründetes bayerisches Unternehmen für die Herstellung von Wander- und Bergschuhen. Es gehört seit 2004 zur schwedischen Fenix Outdoor AB.

## Geschichte
Firmengründer Hans Wagner (* 1896) stammte aus einer traditionsreichen Schuhmacherfamilie in Jetzendorf. Schon sein Vater stellte Schuhe her, ebenso wie seine Brüder Adolf und Lorenz, die später die Firmen Hochland bzw. Lowa gründeten. Er erlernte in München das Zwienähen, eine damals noch recht neue Schaft-Boden-Verbindungstechnik für robustes Schuhwerk. 1921 machte er sich selbständig und ließ sich in Vierkirchen nieder. Hier stellte er seine zwiegenähten Schuhe, sogenannte Haferlschuhe, her. Mitte der 1920er Jahre begann Hans Wagner, neben Haferl- und Bergschuhen auch Skistiefel herzustellen. Skifahren und Bergsteigen waren damals im Trend und so kam es, dass das Unternehmen trotz Rezession und Weltwirtschaftskrise wachsen konnte.
1936 lieferte Hans Wagner für die Olympischen Winterspiele in Garmisch-Partenkirchen die ersten Skistiefel, damals noch aus Leder. Während des Krieges wurde die Fabrik geplündert, doch konnte die Produktion bald wieder anlaufen, zunächst unter der Marke Hawa, dann schließlich als Hanwag (Hans Wagner).
In den 1960er Jahren übergab Hans Wagner das Unternehmen allmählich an seinen Neffen Josef Wagner (1921–2018). Er war seit seiner Schusterlehre bei Hanwag tätig, insgesamt über 70 Jahre, davon 1972 bis 2004 in verantwortlicher Position. Wagner wollte das Unternehmen an seine jüngere Tochter Annemarie übergeben, die aber 2003 an Krebs erkrankte und starb. Die Leitung von Hanwag musste nun in fremde Hände übertragen werden. Wagners Bedingungen für den Verkauf waren der Erhalt des Produktionsstandorts, der Arbeitsplätze sowie des Firmennamens Hanwag. Schließlich entschied sich Wagner für das schwedische Unternehmen Fenix Outdoor AB, zu dem auch die Marken Fjällräven, Primus, Tierra, Naturkompaniet und Brunton sowie das Handelsunternehmen Globetrotter gehören.

## Produkte und Innovationen
Hanwag verfolgt nach wie vor eine traditionelle Produktionsweise. Hier wird ein Großteil aller Schuhe „gezwickt“. Bei dieser Methode wird das Leder über das Schuhoberteil gearbeitet, an die Innensohle gelegt und dort geklebt. Erst im Anschluss daran wird die Sohle befestigt. Daher sind viele Schuhe von Hanwag neu besohlbar.
Im Lauf der Zeit hat Hanwag viele Innovationen auf dem Gebiet der Ski- und Kletterstiefel hervorgebracht und sich so auf dem Markt behauptet. So produzierte Hanwag in den 1970er Jahren mit dem „Haute Route“ den ersten speziellen Skitourenschuh überhaupt. Zusammen mit dem Sportkletterer Sepp Gschwendtner entwickelte Hanwag spezielle Kletterschuhe mit weichen Reibungsklettersohlen. Mittlerweile hat Hanwag auch spezielle Schuhe für Gleitschirmflieger im Programm, die ebenfalls in Kooperation mit Gschwendtner konzipiert wurden. Hanwag brachte auch die so genannte Ice-Grip-Sohle auf den Markt. Es handelt sich dabei um eine rutschfeste Schuhsohle, in die kleine Glaspartikel eingearbeitet sind. Damit greifen sie wie Schleifpapier auch auf rutschigen Oberflächen.
Mit seinen klassischen Trekkingschuhen sowie Alpin- und Bergstiefeln ist Hanwag weltweit vertreten. Hauptabnehmerländer neben Deutschland, Österreich und der Schweiz sind England und die Niederlande. Hanwag produziert ausschließlich in Europa. Die anspruchsvollsten Modelle werden nach wie vor in Vierkirchen gefertigt, darüber hinaus gibt es eine weitere Produktionsstätte in Kroatien sowie eine Schaftnäherei in Ungarn.